# Pavle Merkù
Pavle Merkù, all'anagrafe Paolo (Trieste, 12 luglio 1927 – Trieste, 20 ottobre 2014), è stato un compositore, etnomusicologo e linguista sloveno con cittadinanza italiana.

## Biografia
Nato da padre sloveno, madre italiana e con una nonna tedesca, fin dall'inizio della sua vita fu immerso in un ambiente multiculturale e poliglotta. Nel 1950 ha conseguito la laurea in Filologia slava presso l'Università di Lubiana e successivamente, nel 1960, si è laureato a Roma in Lettere moderne. Ha studiato il violino inizialmente sotto la guida del padre e poi con Cesare Barison. Contemporaneamente agli studi violinistici, si è dedicato alla composizione studiando con Ivan Grbec e Vito Levi. Di notevole importanza è stato il suo incontro con Luigi Dallapiccola, con cui ha avuto una lunga frequentazione durata fino alla scomparsa di quest'ultimo.
Negli anni tra il 1950 e 1965 è stato docente di letteratura e storia nelle scuole slovene a Lubiana prima e a Trieste  poi; nello stesso periodo ha collaborato come consulente e critico musicale per varie testate giornalistiche. In seguito, tra il 1965 e 1987, è stato nominato responsabile dei programmi musicali e collaboratore dei programmi culturali in lingua slovena della Radiotelevisione Italiana, sede del Friuli-Venezia Giulia. 

Numerosi negli anni settanta anche gli scritti, recensioni e critiche pubblicati da vari editori in Italia, Slovenia, Ungheria, Austria, Germania e altri paesi europei.

Oltre alla musica, è stato attivo nel campo della linguistica e della glottologia con numerosi interventi in convegni e pubblicazioni in merito. In campo etnomusicologico è stato autore di un monumentale lavoro, frutto di una ricerca pluriennale, Le tradizioni popolari degli sloveni in Italia, recentemente ristampato.

## La sua produzione
Ha scritto musica da camera, sinfonica e corale, di cui soprattutto quest'ultima viene correntemente eseguita in tutti i continenti. Durante la sua lunga carriera ha ricevuto numerosi premi e riconoscimenti in ambito internazionale, tra cui il premio della Fondazione Prešeren di Lubiana nel 1971.
Nel 1985 è stato eletto membro corrispondente dell'Accademia delle Arti e Scienze di Lubiana.
Particolarmente attivo in ambito etnomusicologico, si dedicato alla ricerca di melos arcaici provenienti dalla tradizione popolare della sua terra d'origine (Slovenia, Friuli e Venezia Giulia); tali ricerche spesso contribuirono ad arricchire la propria produzione compositiva con numerose elaborazioni per coro a voci miste e per coro di voci bianche, organico questo da lui trattato con particolare attenzione e passione.

Copiosa la sua produzione vocale per voci soliste e strumenti, per coro e strumenti e per coro a cappella su testi poetici greci, latini, tedeschi, sloveni, italiani, friulani e sardi.
Tra le opere liriche di Pavle Merkù vanno ricordate La libellula, rappresentata nel 1976 in prima assoluta al Teatro Comunale Giuseppe Verdi di Trieste, e l'opera radiofonica Il noce che ride. Nella musica strumentale vanno citati i concerti per violino e orchestra, per clarinetto e orchestra, per tromba e orchestra nonché, più recente degli altri (eseguito per la prima volta nel 2003 a Lubiana), quello per sassofono baritono e orchestra. 

Rilevante pure la sua musica da camera, e in particolare quella per strumenti soli, tra cui in anni recenti numerosi lavori per flauto solo e sassofono solo.

## Lo stile
Lo stile di Pavle Merkù fonda le sue radici nel tardo romanticismo che, negli anni di formazione del compositore, imperava nelle accademie e nei conservatori. Ben presto però il contesto culturale musicale italiano sarà destinato ad un repentino cambiamento che si farà sentire soprattutto in quelle città, come Trieste, contraddistinte da un preponderante clima mitteleuropeo.
Ecco che quindi Merkù dai modelli neoclassici di Hindemith si dirigerà verso un espressionismo lirico di stampo berghiano, mentre successivamente, grazie ai suoi frequenti contatti con Dallapiccola, passerà all'approfondimento dei metodi dodecafonici della seconda scuola di Vienna.
Il suo sguardo sarà in seguito rivolto particolarmente ad autori, quali Dmitrij Šostakovič, che gli suggeriranno un nuovo modo per trattare i colori orchestrali, per l'uso espressivo dei timbri dei fiati, quali fagotti, corni, ma anche delle percussioni con un impiego fondamentale  della ritmicità intesa non più come struttura, bensì come elemento di spicco della composizione.